# I liga paragwajska w piłce nożnej (1939)
Mistrzem Paragwaju został klub Cerro Porteño, natomiast wicemistrzem Paragwaju - Club Olimpia.
Mistrzostwa rozegrano systemem każdy z każdym mecz i rewanż. Najlepszy w tabeli klub został mistrzem Paragwaju.
Z ligi nikt nie spadł i nikt do niej nie awansował.

## Primera División
Liga liczyła 11 klubów, jednak w mistrzostwach udział wzięło tylko 10 klubów, gdyż klub Atlético Corrales otrzymał zwolnienie z rozgrywek w związku ze swoim tournée po obu Amerykach trwającym od 4 kwietnia 1939 roku do 19 kwietnia 1940 roku. Podczas swojej podróży klub rozegrał 53 mecze w Argentynie (Mendoza), w Chile (Valparaíso i Santiago), na Kubie (Hawana), w Meksyku (Meksyk i Cuernavaca, włączając w to remis 4:4 z reprezentacją Basków, która opuściła Hiszpanię ze względu na toczącą się tam wojnę domową), w Salwadorze (San Salvador), w Kostaryce (San José), w Kolumbii (Barranquilla, Cali, Bogota, Antioquía), na Antylach Holenderskich (Curaçao, przeważnie w Willemstad), w Surinamie (Paramaribo), w Wenezueli (Caracas, La Guaira) oraz w Ekwadorze (Quito).

## Tabela końcowa
| Poz | Klub                  | Punkty |
| --- | --------------------- | ------ |
| 1   | Cerro Porteño         | 28     |
| 2   | Club Olimpia          | 24     |
| 3   | Club Nacional         | 20     |
| 4   | Club Presidente Hayes | 17     |
| 5   | Club Libertad         | 16     |
| 6   | Atlántida SC          | 16     |
| 7   | Club Guaraní          | 16     |
| 8   | Club Sol de América   | 16     |
| 9   | Club River Plate      | 16     |
| 10  | Sportivo Luqueño      | 16     |

## Klasyfikacja strzelców
| Gole | Piłkarz          | Klub          |
| ---- | ---------------- | ------------- |
| 28   | Teófilo Espínola | Club Libertad |